# Aitor Etxaburu
Aitor Iñaki Etxaburu Castro, född 17 juni 1966 i Éibar, är en spansk handbollstränare och tidigare handbollsspelare (mittsexa).
Han spelade 87 landskamper för Spaniens landslag och var med och tog OS-brons 1996 i Atlanta.

## Klubbar

### Som spelare
- JD Arrate (1984–1986)
- FC Barcelona (1986–1989)
- GD Teka (1989–1991)
- BM Granollers (1991–1993)
- CD Bidasoa (1993–2001)

### Som tränare
- CD Bidasoa (2001–2003)
- CD Bidasoa (2007–2010)
- Helvetia Anaitasuna (2010–2014)
- BM Bera Bera (2014–2015, damer)
- Billère HB Pau Pyrénées (2015–2017)
- CD Bidasoa (2017–2020)
- Helvetia Anaitasuna (2020–)

## Meriter i urval
- Spansk mästare tre gånger: 1988, 1989 och 1995